# Championnat d'Europe de la montagne
Le championnat d'Europe de la montagne est une compétition automobile organisée de 1930 à 1933, puis depuis 1957. Cette compétition organisée par la FIA regroupe des courses de côte organisée sur les différentes montagnes européennes.
À l'inverse des courses sur circuits, chaque pilote part séparément d'un point de départ pour atteindre le sommet en un minimum de temps. Les courses accueillent des monoplaces, des sport-prototypes comme des voitures de tourisme.

## Histoire

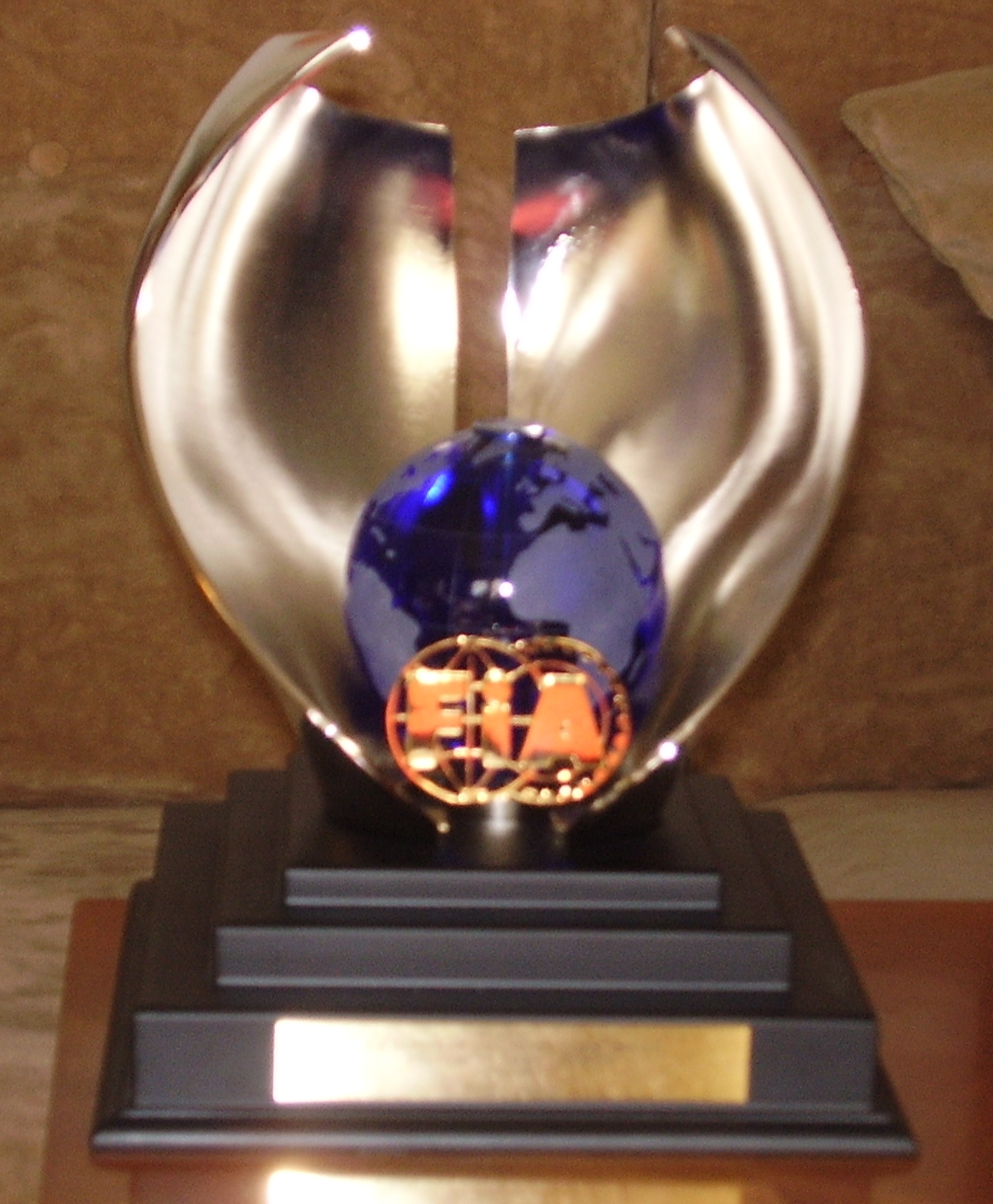
La coupe attribuée par la FIA au vainqueur du championnat d'Europe de la montagne 2010.

Les premiers championnats d'Europe de la montagne se sont disputés entre 1930 et 1933 sous les auspices de l'Association internationale des Automobile clubs reconnus (AIACR), l'ancêtre de la Fédération internationale de l'automobile. Après une longue pause jusqu'en 1957, le championnat reprend sous l'égide, cette fois, de la FIA.
Titres des championnats :
- AIACR : AIACR European Hill Climb Championship (Championnat d'Europe de la montagne de l'AIACR) ;
- EHCC : FIA European Hill Climb Championship (Championnat d'Europe de la montagne de la FIA) ;
- FCUP : FIA European Hill Climb Cup (Coupe d'Europe de la montagne de la FIA) ;
- FCHA : FIA International Hill Climb Challenge (Challenge international de la montagne de la FIA).

De 1963 à 1967, la pratique de la côte fait aussi partie du championnat du monde des voitures de sport, essentiellement les trois premières années avec quatre des 20 à 22 épreuves. Les courses les plus représentées sont à trois reprises Rossfeld, Fribourg-en-Brisgau et Ollon-Villars. La Suisse est seule présente durant les cinq années, avec Ollon-Villars et Crans-Montana.
Les Italiens Mauro Nesti et Simone Faggioli ont été respectivement neuf et six fois champions d'Europe de la spécialité, dans la catégorie la plus puissante des voitures de sport/prototypes/F3000 (ouvertes), et le Français Francis Dosières l'a été cinq fois en catégorie production/voitures de série/tourisme/grand tourisme (fermées).
En 2014, la FCUP (voitures des groupes E1 (Tourisme) et E2-SH (silhouettes)) et le FCHA (voitures des groupes E2-SS (monoplaces) et N, A, GT, CN/E2-SC) ne font désormais plus qu'un, la Coupe Internationale FIA. Ses épreuves restent toujours distinctes de celles du championnat continental.
En 2014 également, la seule course française inscrite au calendrier est Saint-Jean-du-Gard - Col Saint-Pierre, le règlement n'autorisant plus désormais qu'une seule représentation par État pour les 12 courses de la saison (12 États, disparition de fait de la côte du Mont-Dore).

## Catégories
Depuis 1985 :
- Catégorie I (fermées) : voitures de production
  - Groupe N – Voitures de série
  - Groupe A – Voitures de tourisme (y compris World Rally Cars et Super 1600)
  - Groupe SP – Voiture de super production
  - Groupe S20 – Véhicules Super 2000 (rallye et circuit)
  - Groupe GT – Véhicules des classes GT1, GT2 et GT3
- Catégorie II (essentiellement ouvertes) : voitures de course
  - Groupe CN – Voitures de Sport-Production et de compétition
  - Groupe D / E2-SS - Voitures de course monoplaces ou biplaces de formule internationale ou hors formule d'une cylindrée maximale de 3 000 cm3. Il s'agit principalement de véhicules de Formule 3 et de Formule 3000
  - E2-SC – Voitures de sport biplaces jusqu'à 3 000 cm3
  - E2-SH – Voitures d'aspect grande série 4-places fermées

## Calendrier 2016
| #  | Dates        | Intitulé                                                 | Lieu               | Pays      |
| -- | ------------ | -------------------------------------------------------- | ------------------ | --------- |
| 1  | 17 avril     | 44e Course de Côte Saint Jean du Gard - Col Saint Pierre | Saint-Jean-du-Gard | France    |
| 2  | 24 avril     | 44e Rechbergrenn                                         | Rechberg           | Autriche  |
| 3  | 8 mai        | 37e Rampa Internacional da Falperra                      | Braga              | Portugal  |
| 4  | 15 mai       | 45e Subida Internacional al Fito                         | Parres             | Espagne   |
| 5  | 5 juin       | 36e Ecce Homo Sternberk                                  | Šternberk          | Tchéquie  |
| 6  | 26 juin      | 55e Coppa Paolino Teodori                                | Ascoli Piceno      | Italie    |
| 7  | 9 juillet    | 8e Limanowa                                              | Limanowa           | Pologne   |
| 8  | 17 juillet   | 33e Dobsinsky Kopec                                      | Dobšiná            | Slovaquie |
| 9  | 31 juillet   | 21e ADAC Glasbachrennen (de)                             | Steinbach          | Allemagne |
| 10 | 21 août      | 73e Course de côte St. Ursanne - Les Rangiers            | Saint-Ursanne      | Suisse    |
| 11 | 4 septembre  | 22e GHD Petrol Ilirska Bistrica                          | Ilirska Bistrica   | Slovénie  |
| 12 | 18 septembre | 35e Buzetski Dani                                        | Buzet              | Croatie   |

## Palmarès

### Championnat d'Europe de la montagne

#### 1930-1984
Pilote en jaune : champion d'Europe
| 1930                    | Hans StuckAustro-Daimler                        | Rudolf CaracciolaMercedes-Benz SSKL              | Rudolf CaracciolaMercedes-Benz SSKL           |                                               |                                                  |
| 1931                    | Juan ZanelliNacional Pescara                    | Rudolf CaracciolaMercedes-Benz SSKL              | Rudolf CaracciolaMercedes-Benz SSKL           |                                               |                                                  |
| 1932                    | Rudolf CaracciolaAlfa Romeo Tipo B et Monza     | Hans StuckMercedes-Benz SSKL                     | Hans StuckMercedes-Benz SSKL                  |                                               |                                                  |
| 1933                    | Carlo Felice TrossiAlfa Romeo 8C 2300 et Tipo B | Mario TadiniAlfa Romeo Monza 2.3                 | Mario TadiniAlfa Romeo Monza 2.3              |                                               |                                                  |
| 1934-1956 : non disputé |                                                 |                                                  |                                               |                                               |                                                  |
| 1957                    | –                                               | Willy DaetwylerMaserati 200SI                    | Willy DaetwylerMaserati 200SI                 |                                               |                                                  |
| 1958                    | –                                               | Wolfgang von TripsPorsche RSK                    | Wolfgang von TripsPorsche RSK                 |                                               |                                                  |
| 1959                    | –                                               | Edgar BarthPorsche RSK 1500                      | Edgar BarthPorsche RSK 1500                   |                                               |                                                  |
|                         |                                                 | Sport-prototype (Gr. 4)                          | Grand tourisme (Gr. 3)                        |                                               |                                                  |
| 1960                    | –                                               | Heini WalterPorsche 718 RSK                      | Fritz Huschke von HansteinPorsche 356 Carrera |                                               |                                                  |
| 1961                    | –                                               | Heini WalterPorsche 718 RS 60                    | Heinz SchillerPorsche 356 Carrera Abarth      |                                               |                                                  |
| 1962                    | –                                               | Ludovico ScarfiottiFerrari Dino 196 SP           | Hans KühnisPorsche 356 Carrera Abarth         |                                               |                                                  |
| 1963                    | –                                               | Edgar BarthPorsche 718 RS 61                     | Herbert MüllerPorsche 356 Carrera Abarth      |                                               |                                                  |
| 1964                    | –                                               | Edgar BarthPorsche 718 RS 61                     | Heini WalterPorsche 904 GTS                   |                                               |                                                  |
| 1965                    | –                                               | Ludovico ScarfiottiFerrari Dino 206P             | Herbert MüllerPorsche 904 GTS                 |                                               |                                                  |
|                         | Voiture de course (Gr. 7)                       | Sport-prototype (Gr. 6)                          | Grand tourisme (Gr. 3, 4)                     | Grand tourisme (Gr. 3, 4)                     | Voiture de tourisme (Gr. 2)                      |
| 1966                    | –                                               | Gerhard MitterPorsche 906                        | Eberhard MahlePorsche 911                     | Eberhard MahlePorsche 911                     | –                                                |
| 1967                    | Gerhard MitterPorsche 910 Bergspyder            | Rudi LinsPorsche 906 Carrera 6                   | Anton FischhaberPorsche 911 S                 | Anton FischhaberPorsche 911 S                 | –                                                |
| 1968                    | Gerhard MitterPorsche 910 Bergspyder            | Sepp GregerPorsche 906 Carrera 6                 | Holger ZargesPorsche 911 T                    | Holger ZargesPorsche 911 T                    | Ernst FurtmayrBMW 2002 ti                        |
| 1969                    | Peter SchettyFerrari 212 E Montagna             | Arturo MerzarioAbarth 2000S                      | Sepp GregerPorsche 911 T                      | Sepp GregerPorsche 911 T                      | Ernst FurtmayrBMW 2002 ti                        |
| 1970                    | –                                               | Johannes OrtnerAbarth 2000                       | Claude HaldiPorsche 911 S                     | Claude HaldiPorsche 911 S                     | Ernst FurtmayrBMW 2800 CS                        |
| 1971                    | –                                               | Johannes OrtnerAbarth 3000 SP                    | Willi BartelsPorsche 911 S                    | Willi BartelsPorsche 911 S                    | Walter BrunBMW 2800 CS                           |
|                         | Formule monoplace (Gr. 8+9)                     | Voiture de course biplace (Gr. 7)                | Grand tourisme (Gr. 4)                        | Grand tourisme de série (Gr. 3)               | Voiture de série (Gr. 2)                         |
| 1972                    | Xavier PerrotMarch 722 (F2)                     | Franco PiloneAbarth 2000                         | Anton FischhaberPorsche 911                   | –                                             | Walter Brun BMW 2800 CS                          |
| 1973                    | Robert MieussetMarch 722 (F2)                   | Juan Alfonso FernándezPorsche 908/03             | Sepp GregerPorsche 911 Carrera RS             | –                                             | –                                                |
| 1974                    | Robert MieussetMarch 742 BMW (F2)               | Juan Alfonso FernándezOsella PA2                 | Anton FischhaberPorsche 911 Carrera           | –                                             | –                                                |
| 1975                    | –                                               | Mauro NestiLola T294 BMW (Gr. 6)                 | Willy SillerBMW 2002 Ti (Gr. 5)               | Jean-Claude BéringPorsche Carrera RSR (Gr. 3) | –                                                |
| 1976                    | –                                               | Mauro NestiLola T294 BMW (Gr. 6)                 | Willi BartelsPorsche Carrera RSR (Gr. 5)      | Jean-Claude BéringPorsche Carrera RSR (Gr. 3) | –                                                |
| 1977                    | –                                               | Mauro NestiLola T296 BMW (Gr. 6)                 | –                                             | Anton FischhaberPorsche Carrera RS (Gr. 3)    | Heinz-Jurgen PöhlmannFord Escort 1800 RS (Gr. 2) |
| 1978                    | –                                               | Jean-Marie AlmérasPorsche 935 (Gr. 5)            | Jacques AlmérasPorsche 934 Turbo (Gr. 4)      | –                                             | Herbert StengerFord Escort RS (Gr. 1)            |
| 1979                    | –                                               | Jean-Marie AlmérasPorsche 935 (Gr. 5)            | Jacques AlmérasPorsche 934 Turbo (Gr. 4)      | –                                             | Romain WolffFord Escort 2000 RS (Gr. 1)          |
| 1980                    | –                                               | Jean-Marie AlmérasPorsche 935 K3 (Gr. 5)         | Jacques AlmérasPorsche 934 Turbo (Gr. 4)      | Roland BianconePorsche 930 (Gr. 3)            | –                                                |
| 1981                    | –                                               | Jean-Louis BosLola T298 BMW (Gr. 6)              | –                                             | Karl-Heinz LinnigPorsche 930 (Gr. 3)          | Herbert StengerFord Escort RS (Gr. 2)            |
| 1982                    | –                                               | Herbert StengerFord Capri Turbo Zakspeed (Gr. 5) | Jacques GuillotPorsche 930 (Gr. B)            | –                                             | Herbert HürterFord Escort RS (Gr. 1)             |
| 1983                    | –                                               | Mauro NestiOsella PA9 BMW (Gr. 6)                | Rolf GöringBMW M1 (Gr. 4)                     | –                                             | Giovanni RossiBMW 528i (Gr. A)                   |
| 1984                    | –                                               | Mauro NestiOsella PA9 BMW (Gr. 6)                | Rolf GöringBMW M1 (Gr. B)                     | –                                             | Giovanni RossiBMW 635 CSi                        |

#### À partir de 1985
| Année                                            | Catégorie II (Voiture de course) | Catégorie II (Voiture de course)                 | Catégorie I (Voiture de série) | Catégorie I (Voiture de série)      |
| Année                                            | Pilote                           | Châssis                                          | Pilote                         | Châssis                             |
| ------------------------------------------------ | -------------------------------- | ------------------------------------------------ | ------------------------------ | ----------------------------------- |
| 1985                                             | Mauro Nesti                      | Osella PA9-BMW (Gr. 6)                           | Francis Dosières               | BMW 635 CSi (Gr. A)                 |
| 1986                                             | Mauro Nesti                      | Osella PA9 (Gr. 6)                               | Claude-François Jeanneret      | Audi Quattro A2 (Gr. B)             |
| 1987                                             | Mauro Nesti                      | Osella PA9 Lucchini S287 (Gr. C3)                | Claude-François Jeanneret      | Audi Quattro A2 (Gr. B)             |
| 1988                                             | Mauro Nesti                      | Osella PA9 (Gr. C3)                              | Giovanni Rossi                 | Renault 5 Turbo (Gr. B)             |
| 1989                                             | Andres Vilariño                  | Lola T298-BMW (Gr. C3)                           | Francis Dosières               | BMW M3 (Gr. A)                      |
| 1990                                             | Andres Vilariño                  | Lola T298 (Gr. C3)                               | Francis Dosières               | BMW M3 (Gr. A)                      |
| 1991                                             | Andres Vilariño                  | Lola T298 (Gr. C3)                               | Iňaki Goiburu                  | BMW M3 (Gr. A)                      |
| 1992                                             | Andres Vilariño                  | Lola T298 (Gr. C3)                               | Francis Dosières               | BMW M3 (Gr. A)                      |
| 1993                                             | Francisco Egózcue                | Osella PA9/90-BMW (Gr. C3)                       | Francis Dosières               | BMW M3 (Gr. A)                      |
| 1994                                             | Francisco Egózcue                | Osella PA9/90 (Gr. C3)                           | Josef Kopecký                  | Ford Escort RS Cosworth (Gr. N)     |
| 1995                                             | Fabio Danti                      | Lucchini P3-94M (Gr. CN)                         | Otakar Krámský                 | BMW M3 (Gr. A)                      |
| 1996                                             | Fabio Danti                      | Osella PA20S (Gr. CN)                            | Bruno Houzelot                 | Ford Escort RS Cosworth (Gr. A)     |
| 1997                                             | Pasquale Irlando                 | Osella PA20S (Gr. CN)                            | Otakar Krámský                 | BMW M3 (Gr. A)                      |
| 1998                                             | Pasquale Irlando                 | Osella PA20S (Gr. CN)                            | Otakar Krámský                 | BMW M3 E36 (Gr. A)                  |
| 1999                                             | Pasquale Irlando                 | Osella PA20S-BMW (Gr. CN)                        | Niko Pulić                     | BMW M3 (Gr. A)                      |
| 2000                                             | Franz Tschager                   | Osella PA20S-BMW (Gr. CN)                        | Niko Pulić                     | BMW M3 (Gr. A)                      |
| 2001                                             | Franz Tschager                   | Osella PA20S-BMW (Gr. CN)                        | Niko Pulić                     | BMW M3 (Gr. A)                      |
| 2002                                             | Franz Tschager                   | Osella PA20S (Gr. CN)                            | Piergiorgio Bedini             | Ford Escort RS Cosworth (Gr. N)     |
| 2003                                             | Denny Zardo                      | Osella PA20S (Gr. CN)                            | Robert Šenkýř                  | BMW M3 E36 (Gr. A)                  |
| 2004                                             | Giulio Regosa                    | Osella PA20S-BMW (Gr. CN)                        | Robert Šenkýř                  | BMW M3 (Gr. A)                      |
| 2005                                             | Simone Faggioli                  | Osella PA20S-BMW (Gr. CN2)                       | Jörg Weidinger                 | BMW M3 (Gr. N)                      |
| 2006                                             | Giulio Regosa                    | Lola T96/50 F3000 (Gr. E2)                       | Jörg Weidinger                 | BMW M3 (Gr. N)                      |
| 2007                                             | Ander Vilariño                   | Reynard 01L-Mugen FN (Gr. E2)                    | Peter Jurena                   | Mitsubishi Lancer Evo IX (Gr. N)    |
| 2008                                             | Lionel Régal                     | Reynard 01L-Mugen FN (Gr. E2)                    | Miroslav Jakeš                 | Mitsubishi Lancer Evo IX (Gr. N)    |
| 2009                                             | Simone Faggioli                  | Osella FA30-Zytek (Gr. E2M)                      | Václav Janík                   | Mitsubishi Lancer Evo VIII (Gr. A)  |
| 2010                                             | Simone Faggioli                  | Osella FA30 (Gr. E2-SS)                          | Roland Wanek                   | Mitsubishi Lancer Evo IX (Gr. N)    |
| 2011                                             | Simone Faggioli                  | Osella FA30 (Gr. E2-SS)                          | Aleš Prek                      | Mitsubishi Lancer Evo IX (Gr. N)    |
| 2012                                             | Simone Faggioli                  | Osella FA30 (Gr. E2-SS)                          | Dušan Borković                 | Mitsubishi Lancer Evo IX (Gr. N)    |
| 2013                                             | Simone Faggioli                  | Osella FA30 (Gr. E2-SS)                          | Tomislav Muhvić                | Mitsubishi Lancer Evo IX (Gr. N)    |
| 2014                                             | Simone Faggioli                  | Norma M20 FC (Gr. E2-SC)                         | Igor Stefanovski               | Mitsubishi Lancer Evo IX (Gr. N)    |
| 2015                                             | Simone Faggioli                  | Norma M20 FC (Gr. E2-SC)                         | Igor Stefanovski               | Mitsubishi Lancer Evo IX (Gr. N)    |
| 2016                                             | Simone Faggioli                  | Norma M20 FC (Gr. E2-SC) Osella FA30             | Nikola Miljković               | Mitsubishi Lancer Evo IX (Gr. N)    |
| 2017                                             | Simone Faggioli                  | Norma M20 FC (Gr. E2-SC)                         | Erich Weber                    | Audi R8 LMS (Gr. GT3)               |
| 2018                                             | Christian Merli                  | Osella FA30 (Gr. E2-SS)                          | Lukáš Vojáček                  | Subaru Impreza WRX (Gr. A)          |
| 2019                                             | Simone Faggioli Christian Merli  | Norma M20 FC (Gr. E2-SC) Osella FA30 (Gr. E2-SS) | Lukáš Vojáček                  | Subaru Impreza WRX (Gr. A)          |
| 2020 : Annulé à cause de la pandémie de Covid-19 |                                  |                                                  |                                |                                     |
| 2021                                             | Christian Merli                  | Osella FA30 (Gr. E2-SS)                          | Antonino Migliuolo             | Mitsubishi Lancer Evo IX (Gr. 3)    |
| 2022                                             | Christian Merli                  | Osella FA30 (Gr. E2-SS)                          | Vasilije Jaksic                | Mitsubishi Lancer Evo IX RS (Gr. 4) |
| 2023                                             | Christian Merli                  | Osella FA30 (Gr. E2-SS)                          | Igor Stefanovski               | Hyundai i30 N TCR (en) (Gr. 3)      |
| 2024                                             | Geoffrey Schatz                  | Nova proto NP 01 (Gr.CN/E2-SC)                   | Matija Jurisic                 | Peugeot 308 TCR (Gr. 4)             |

### Coupe d'Europe et Challenge international de la montagne
| Année | Coupe d'Europe (FCUP)  | Coupe d'Europe (FCUP)      | Challenge international (FCHA) | Challenge international (FCHA)   |
| ----- | ---------------------- | -------------------------- | ------------------------------ | -------------------------------- |
| 2003  | Laszlo Szasz           | Reynard 93D F3000 (Gr. E2) | -                              | -                                |
| 2004  | -                      | -                          | Georg Plasa                    | BMW 320-Judd (Gr. E1)            |
| 2005  | Ander Vilariño         | Reynard 01L F3000 (Gr. E2) | Georg Plasa                    | BMW 320-Judd (Gr. E1)            |
| 2006  | Georg Plasa            | BMW 320-Judd (Gr. E1)      | László Hernádi                 | BMW M3 (Gr. A)                   |
| 2007  | Georg Plasa            | BMW 320-Judd (Gr. E1)      | László Hernádi                 | BMW M3 (Gr. A)                   |
| 2008  | Georg Plasa            | BMW 320-Judd (Gr. E1)      | László Hernádi                 | BMW M3 (Gr. A)                   |
| 2009  | Region 1 : Dan Michl   | Opel Michl (Gr. E1)        | Region 1 : Rudi Bicciato       | Mitsubishi Lancer Evo IX (Gr. N) |
| 2009  | Region 2 : Georg Plasa | BMW 320-Judd (Gr. E1)      | Region 2 : Rudi Bicciato       | Mitsubishi Lancer Evo IX (Gr. N) |

### Tableau récapitulatif
| # | Pilote          | Voiture de course Monoplace |
| - | --------------- | --------------------------- |
| 1 | Gerhard Mitter  | 2                           |
|   | Robert Mieusset | 2                           |

| Titres | Pilote             | Voiture de sport | Voiture de sport | Voiture de sport |
| Titres | Pilote             | SP               | GT               | GT série         |
| ------ | ------------------ | ---------------- | ---------------- | ---------------- |
| 11     | Simone Faggioli    | 11               | 0                | 0                |
| 9      | Mauro Nesti        | 9                | 0                | 0                |
| 5      | Christian Merli    | 5                | 0                | 0                |
| 4      | Anton Fischhaber   | 0                | 3                | 1                |
| 4      | Andres Vilariño    | 4                | 0                | 0                |
| 3      | Edgar Barth        | 3                | 0                | 0                |
| 3      | Heini Walter       | 2                | 1                | 0                |
| 3      | Sepp Greger        | 1                | 2                | 0                |
| 3      | Jean-Marie Alméras | 3                | 0                | 0                |
| 3      | Jacques Alméras    | 0                | 3                | 0                |
| 3      | Franz Tschager     | 3                | 0                | 0                |
| 3      | Pasquale Irlando   | 3                | 0                | 0                |

| # | Pilote           | Voiture de tourisme |
| - | ---------------- | ------------------- |
| 1 | Francis Dosières | 5                   |
| 2 | Ernst Furtmayr   | 3                   |
|   | Giovanni Rossi   | 3                   |
|   | Otakar Krámský   | 3                   |
|   | Niko Pulić       | 3                   |
|   | Igor Stefanovski | 3                   |

## Courses notables
- Autriche : Rechberg et Dobratsch (Grand Prix d'Autriche)
- Allemagne : Rossfeld, Trier (Grand Prix d'Allemagne)
- Suisse : Saint Ursanne/Les Rangiers
- Italie : Trento-Bondone, Coppa Bruno Carotti (Rieti), Cesana-Sestrières
- France : Mont-Dore, Turckheim, Col Saint-Pierre
- Portugal : Rampa da Falperra, Serra da Estrela
- Espagne : Al Fito, Montseny
- République tchèque : Ecce Homo (Šternberk)
- Royaume-Uni : Shelsley Walsh Open (Worcestershire)
- Hongrie : Pecs[15]
- Avant-guerre : Semmering (Autriche), Klausen (Grand Prix de Suisse), Schauinsland (Allemagne), Stelvio (Italie), Tatras (Pologne)...